# Przegęszczenie
Przegęszczenie – sytuacja, w której liczebność populacji przekracza pojemność środowiska swojej niszy ekologicznej.

## U zwierząt
W przyrodzie występują naturalne cykle przegęszczenia. Początkowo występuje duża obfitość zwierząt roślinożernych (takich jak np. zające), co powoduje przyrost populacji gatunków żywiących się nimi (np. lisów), który może doprowadzić do sytuacji, gdzie liczba zajęcy gwałtownie spada i w populacji lisów występuje przegęszczenie. W wyniku tego następuje znaczący spadek populacji lisów, odrodzenie się populacji zajęcy i cykl się powtarza. Obie populacje mogą dojść do stanu równowagi, ale łatwo jest je z niej wytrącić, np. wprowadzając szczepienia lisów przeciwko wściekliźnie.

## U ludzi
Kontrowersyjnym tematem jest przeludnienie wśród ludzi. W XIX wieku popularna była teoria Malthusa twierdząca, że z powodu naturalnego wykładniczego wzrostu populacji ludzkiej i co najwyżej arytmetycznego wzrostu dostępnej żywności, musi w końcu nastąpić masowy głód, wymieranie i choroby.
Przewidywania tej teorii nie sprawdziły się w znacznej części. Wzrost produkcji żywności jest znacznie szybszy od wzrostu populacji, a tempo wzrostu populacji spadło. Ilość dostępnej żywności przypadającej na osobę jest więc większa niż kiedykolwiek.
O ile oryginalna teoria Malthusa może być uznana za martwą, to wywodzi się z niej wiele nowych teorii – obejmowanych zbiorczą nazwą neomalthusianizmu – które również przewidują przeludnienie. Rozważane przez nie czynniki to m.in. erozja gleb (i zmniejszenie ilości dostępnego na lądzie fosforu), zanieczyszczenie środowiska, brak słodkiej wody i naturalne wypieranie populacji o niższym tempie przyrostu przez populacje o tempie wyższym.
Problem przeludnienia jest zazwyczaj rozpatrywany z punktu widzenia dostępności żywności. Jednakże niektóre obserwacje i badania zachowań zwierząt sugerują, że nadmierna gęstość zaludnienia ma negatywny wpływ na społeczeństwo i nasila zachowania dewiacyjne oraz zwiększa ogólny poziom stresu w populacji. Zoolog Desmond Morris (1969) tłumaczył ten fakt większą presją do walki o status społeczny, co jest szczególnie dobrze widoczne w dużych aglomeracjach miejskich.
Informacji na temat negatywnego wpływu nadmiernej gęstości osobników w populacji dostarczyły obserwacje jelenia wschodniego przeprowadzone w latach 1955–1960 na James Island przez etologa Johna Christiana. Z obserwacji Christiana wynika, że gdy liczba zwierząt na określonym terenie nadmiernie wzrasta, pojawia się stres, który wywołuje reakcję hormonalną, prowadzącą do wygasania populacji, co miało miejsce na James Island przy dostępności żywności i braku naturalnych wrogów. Do podobnych wniosków doszedł etolog John Calhoun po kilkunastu latach obserwacji populacji szczura wędrownego, które rozpoczął w roku 1947. Szczury były odizolowane od naturalnych wrogów i miały dostęp do dowolnej ilości pożywienia, jednakże ich liczebność nigdy nie przekroczyła 200 osobników na obszarze 1000 m². Już przy populacji 150 sztuk zażarte walki uniemożliwiały macierzyńską opiekę nad młodymi. Stres wywołany przegęszczeniem nasilał furię u zwierząt i wypaczył ich normalne, społeczne zachowania, obejmujące zaburzenia w budowaniu gniazd, w zalotach, zachowaniu seksualnym, reprodukcji i organizacji społecznej, czemu towarzyszyły poważne zmiany fizjologii zwierząt.
Obserwacje ssaków i ptaków pozwalają wyciągnąć wniosek, że także w społecznościach ludzkich przegęszczenie może podnosić poziom stresu i poprzez wyzwalanie agresji prowadzić do większej liczby przestępstw oraz pogarszania stanu zdrowia jednostek.